# Hoogland van Ojmjakon
Het Hoogland van Ojmjakon ligt in het Noordoost-Siberië in Rusland.

## Geografisch
Het ligt aan de oostgrens van Jakoetië, ongeveer 600 tot 700 kilometer noordoostelijk van Jakoetsk. Het werd genoemd naar de plaats Ojmjakon waarvan gezegd wordt dat het de koudste plaats van de bewoonde wereld is. Het hoogland bestaat hoofdzakelijk uit een hooggebergteketen waaraan zich in noordwestelijke richting talrijke bergen en bergketens aansluiten die zich tussen het langgerekte Verchojanskgebergte en het Tsjerskigebergte bevinden. De bergketens vormen zowel de verbinding tussen deze twee hooggebergtes alsook de oostgrens van Jakoetië. Het Hoogland van Ojmjakon wordt doorsneden door de Indigirka.

## Temperatuur
Hoewel het Hoogland van Ojmjakon tussen de 2900 en 3000 kilometer van de geografische Noordpool verwijderd is, komt hier de laagste temperatuur van alle bewoonde gebieden voor. Die wordt opgemeten aan de naar het noordwesten gerichte opening van het U-vormig hoogland. 
Dat komt doordat het westelijk en oostelijk beschut ligt tussen respectievelijk het Verchojanskgebergte en het Tsjerskigebergte en van het zuiden afgesloten is door een verbindingsgebergte. Wanneer luchtstromen vanaf de noordpool die uit het noordwesten afkomstig zijn in het gebied dringen, ontwikkelt zich in de zuidoostelijke dalen van het hoogland een koudeluchtophoping waarin extreem lage temperaturen kunnen ontstaan. 
Dit systeem wordt daarenboven nog versterkt door de enorme afstand tussen het hoogland en de Atlantische Oceaan. Deze kan de temperatuur op het Euraziatische continent in positieve zin beïnvloeden tijdens de winter wanneer ze haar warmte afgeeft en door de westenwind over de enorme landmassa wordt geblazen. 
Een overzichtje van de laagste temperaturen in het Hoogland van Ojmjakon die meestal in januari en februari bereikt worden. Het zijn de laagste ooit opgemeten in bewoond gebied. De temperaturen werden gemeten in het weerstation van Ojmjakon bij het dorp Tomtor.
- 1916: -83,2 °C (niet officieel)
- 1938: -77,8 °C (niet officieel)
- 1964: -72,0 °C (erkend als koudepool van alle constant bewoonde gebieden ter wereld)